# Paul Frederik af Mecklenburg-Schwerin (1882-1904)
 Der er flere personer med dette navn, se Paul Frederik af Mecklenburg-Schwerin. (Se også artikler, som begynder med Paul Frederik af Mecklenburg-Schwerin)
Hertug Paul Frederik til Mecklenburg-Schwerin (tysk: Paul Friedrich, Herzog zu Mecklenburg) (12. maj 1882 – 21. maj 1904) var en tysk prins af Mecklenburg-Schwerin, der var søn af Hertug Paul Frederik og barnebarn af Storhertug Frederik Frans 2. af Mecklenburg-Schwerin.
Han var søofficer i Den Kejserlige Tyske Flåde, da han døde som 22-årig i 1904.

## Biografi
Paul Frederik blev født den 12. maj 1882 i Schwerin i Mecklenburg som ældste barn af den Hertug Paul Frederik af Mecklenburg-Schwerin i hans ægteskab med Prinsesse Marie af Windisch-Graetz. Hans far var en yngre søn af Storhertug Frederik Frans 2. af Mecklenburg-Schwerin. Kort efter sin fødsel blev han den yngste soldat i verden, da han blev optaget i Den Kejserlige Tyske Hær af Kejser Wilhelm 1. af Tyskland.
Hertug Paul Frederik havde fire søskende, der, selv om Huset Mecklenburg var protestantisk, alle blev opdraget i den romersk-katolske tro, da hertuginde Marie var katolik. Han voksede op i Venedig, hvor familien levede et stilfærdigt liv, og hvor forældrene blev venner med Kardinal Sarto, den senere Pave Pius 10., der ofte besøgte familien og fungerede som deres spirituelle rådgiver.
I 1884 frasagde Paul Frederiks fader sig sin arveret til Storhertugdømmet Mecklenburg-Schwerin for sig og sine sønner til fordel for sine yngre brødre. Dog kunne Hertug Paul Frederik og hans efterkommere fortsat arve tronen, hvis resten af Huset Mecklenburg uddøde, dog under forudsætning af at de konverterede fra katolicismen til protestantismen.
På trods af sin tidlige indtræden i hæren, valgte Hertug Paul Frederik at uddanne sig som søofficer i Den Kejserlige Tyske Flåde. Her opnåede han rang af løjtnant og i 1902 deltog han i et togt over Atlanterhavet på besøg i USA.
Hertug Paul Frederik døde som 22-årig den 21. maj 1904 i Kiel. Han blev begravet i Louisen-Mausoleum i slotsparken ved Ludwigslust Slot i Mecklenburg.